# Saison 2003-2004 du MO Constantine
Chronologie
Saison précédente Saison suivante
La saison 2003-2004 du MO Constantine.

## Championnat

### Classement
Groupe Est
| Place | Club              | Points | Joué | Victoire | Nul | Défaite | Buts pour | Buts contre | D i f f |
| ----- | ----------------- | ------ | ---- | -------- | --- | ------- | --------- | ----------- | ------- |
| 1er   | CS Constantine    | 63     | 30   | 19       | 6   | 5       | 46        | 14          |         |
| 2e    | MO Constantine    | 61     | 34   | 19       | 4   | 7       | 45        | 19          | +26     |
| 3e    | MC El Eulma       | 54     | 34   | 15       | 9   | 6       | 32        | 31          |         |
| 4e    | US Biskra         | 49     | 34   | 12       | 13  | 5       | 34        | 27          |         |
| 5e    | HB Chelghoum Laïd | 48     | 34   |          |     |         |           |             |         |
| 6e    | AS Khroub         | 46     | 34   |          |     |         |           |             |         |
| 7e    | MSP Batna         | 44     | 34   |          |     |         |           |             |         |
| 8e    | US Tébessa        | 41     | 34   |          |     |         |           |             |         |
| 9e    | JSM Skikda        | 38     | 34   |          |     |         |           |             |         |
| 10e   | USM Sétif         | 36     | 34   |          |     |         |           |             |         |
| 11e   | CR Beni-Thour     | 33     | 34   |          |     |         |           |             |         |
| 12e   | AS Aïn M'lila     | 31     | 34   |          |     |         |           |             |         |
| 13e   | USM Aïn Béïda     | 31     | 34   |          |     |         |           |             |         |
| 14e   | MB Rouissat       | 30     | 34   |          |     |         |           |             |         |
| 15e   | CB Mila           | 24     | 34   |          |     |         |           |             |         |
| 16e   | WRB M'sila        | 14     | 34   |          |     |         |           |             |         |

### Résultats
En cours de construction !

## Coupe[1]
| Date            | Tour          | Adversaire | Résultat       |
| 5 féverier 2004 | 32e de finale | RC Kouba   | 0 - 0 (3-4tab) |